# Шевчук Світлана Володимирівна
Світлана Володимирівна Шевчук (нар.. 14 березня 1967, Мелітополь, Запорізька область, Українська РСР, СРСР) — українська письменниця (пише російською мовою).

## Життєпис
Світлана Шевчук народилася в сім'ї військового. З 1985 року живе в Харкові. У 1990 році закінчила факультет хімічного машинобудування Харківського політехнічного інституту. Працює в лабораторії фізико-хімічних і корозійних досліджень Харківського державного науково-дослідного і проектного інституту основної хімії.
Дебютувала в літературі в 2001 році (публікація в журналі «Наталі»). Публікувалася потім у журналах «Хрещатик», «Нова Юність», «©оюз Письменників», альманасі «Стых», антології української жіночої літератури «Жіночий погляд» («Жіночий погляд», 2009).
Світлана Шевчук — є авторкою повісті «Абата уві сні побачити» (2008), популярних науково-художніх біографій «Микола Бердяєв», «Сергій Корольов» (обидві — 2009), «Леонардо да Вінчі» (2010), літературно-біографічних нарисів про Пелема Ґренвіль Вудгауза та Джейн Остін .
Фіналістка міжнародного літературного конкурсу Open Eurasian Literature Festival & Book Forum (2016) .